# 長谷川録太郎
長谷川 録太郎（はせがわ ろくたろう、1914年〈大正3年〉11月24日 – 2001年〈平成13年〉11月25日）は、千葉県の政治家・実業家。6-11代目成田市長、長谷川呉服店社長。成田市名誉市民。

## 来歴
江戸時代から続く成田山新勝寺門前町の呉服屋に生まれる。
私立成田中（現・成田高等学校）卒業後、浅草の「大丸呉服店」で丁稚奉公する。召集され、中国大陸を転戦。
1949年に新勝寺檀家総代に選出され、成田市商工会長を務めるなど、復員後は成田の政財界で活動するようになる。
病気で辞任した藤倉武男の後任として1971年（昭和46年）から6期24年にわたり成田市長を務め、成田空港問題を始めとする困難な市政の中、都市基盤整備に尽力し国際都市を目指すとともに、福祉施設の整備、空港の騒音対策等の住民福祉の増進に貢献した。